# 2024-es úszó-Európa-bajnokság
A 2024-es úszó-Európa-bajnokságot Szerbiában, Belgrádban rendezték június 10. és 23. között.

## Eseménynaptár
Az Európa-bajnokságon összesen 74 versenyszámban hirdetnek győztest.
| ● | Döntők |

| június           | 10 | 11 | 12 | 13 | 14 | 15 | 16 | 17 | 18 | 19 | 20 | 21 | 22 | 23 | Összesen |
| ---------------- | -- | -- | -- | -- | -- | -- | -- | -- | -- | -- | -- | -- | -- | -- | -------- |
| Úszás            |    |    |    |    |    |    |    | 3  | 6  | 7  | 5  | 6  | 7  | 9  | 43       |
| Nyílt vízi úszás |    |    | 2  | 2  | 2  | 1  |    |    |    |    |    |    |    |    | 7        |
| Műugrás          |    |    |    |    |    |    |    | 1  | 2  | 2  | 2  | 2  | 2  | 2  | 13       |
| Szinkronúszás    | 1  | 2  | 2  | 3  | 3  |    |    |    |    |    |    |    |    |    | 11       |
| Összesen         | 1  | 2  | 4  | 5  | 5  | 1  |    | 4  | 8  | 9  | 7  | 8  | 9  | 11 | 74       |
| Mindösszesen     | 1  | 3  | 7  | 12 | 17 | 18 |    | 22 | 30 | 39 | 46 | 54 | 63 | 74 | 74       |

## Összesített éremtáblázat
*    Szerbia (rendező)
  *    Magyarország
| Helyezés             | Nemzet               | Arany | Ezüst | Bronz | Összesen |
| -------------------- | -------------------- | ----- | ----- | ----- | -------- |
| 1.                   | Magyarország*        | 12    | 9     | 10    | 31       |
| 2.                   | Spanyolország        | 7     | 3     | 1     | 11       |
| 3.                   | Görögország          | 6     | 10    | 4     | 20       |
| 4.                   | Nagy-Britannia       | 5     | 4     | 7     | 16       |
| 5.                   | Ausztria             | 5     | 1     | 0     | 6        |
| 6.                   | Lengyelország        | 4     | 7     | 7     | 18       |
| 7.                   | Németország          | 4     | 7     | 5     | 16       |
| 8.                   | Izrael               | 4     | 2     | 3     | 9        |
| 9.                   | Olaszország          | 3     | 11    | 6     | 20       |
| 10.                  | Ukrajna              | 3     | 3     | 3     | 9        |
| 11.                  | Svédország           | 3     | 2     | 4     | 9        |
| 12.                  | Csehország           | 3     | 2     | 2     | 7        |
| 13.                  | Franciaország        | 2     | 3     | 5     | 10       |
| 14.                  | Törökország          | 2     | 1     | 3     | 6        |
| 15.                  | Hollandia            | 2     | 0     | 2     | 4        |
| 16.                  | Románia              | 2     | 0     | 0     | 2        |
| 17.                  | Dánia                | 1     | 2     | 2     | 5        |
| 18.                  | Litvánia             | 1     | 1     | 1     | 3        |
| 18.                  | Belgium              | 1     | 1     | 1     | 3        |
| 18.                  | Írország             | 1     | 1     | 1     | 3        |
| 21.                  | Szerbia*             | 1     | 0     | 1     | 2        |
| 21.                  | Portugália           | 1     | 0     | 1     | 2        |
| 23.                  | Bulgária             | 1     | 0     | 0     | 1        |
| 23.                  | Észtország           | 1     | 0     | 0     | 1        |
| 25.                  | Svájc                | 0     | 1     | 4     | 5        |
| 26.                  | Finnország           | 0     | 1     | 0     | 1        |
| 26.                  | Norvégia             | 0     | 1     | 0     | 1        |
| 26.                  | Bosznia-Hercegovina  | 0     | 1     | 0     | 1        |
| Összesen (28 nemzet) | Összesen (28 nemzet) | 75    | 74    | 73    | 222      |

## A magyar versenyzők eredményei
A magyar küldöttség 12 aranyérmet, összesen 31 érmet szerzett, ezzel a legeredményesebb Európa-bajnokság volt.
| Érem  | Versenyző                                                                                            | Versenyszám      | Versenyszám      | Dátum      |
| ----- | --- | ---------------- | ---------------- | ---------- |
| Arany | Betlehem Dávid                                                                                       | Nyílt vízi úszás | 5 km             | június 13. |
| Arany | Szimcsák Mira Fábián Bettina Betlehem Dávid Rasovszky Kristóf                                        | Nyílt vízi úszás | csapat           | június 15. |
| Arany | Késely Ajna                                                                                          | Úszás            | 800 m gyors      | június 18. |
| Arany | Ugrai Panna Jakabos Zsuzsanna Senánszky Petra Molnár Dóra Ábrahám Minna                              | Úszás            | 4 × 100 m gyors  | június 19. |
| Arany | Milák Kristóf                                                                                        | Úszás            | 100 m pillangó   | június 20. |
| Arany | Jackl Vivien                                                                                         | Úszás            | 1500 m gyors     | június 21. |
| Arany | Szabados Bence Magda Boldizsár Pádár Nikolett Ábrahám Minna Kós Hubert Szabó Szebasztián Ugrai Panna | Úszás            | 4 × 100 m gyors  | június 21. |
| Arany | Milák Kristóf                                                                                        | Úszás            | 200 m pillangó   | június 22. |
| Arany | Senánszky Petra                                                                                      | Úszás            | 50 m gyors       | június 22. |
| Arany | Kovács Attila Magda Boldizsár Molnár Dóra Pádár Nikolett Márton Richárd Holló Balázs Ábrahám Minna   | Úszás            | 4 × 200 m gyors  | június 22. |
| Arany | Kós Hubert                                                                                           | Úszás            | 200 m vegyes     | június 23. |
| Arany | Késely Ajna                                                                                          | Úszás            | 400 m gyors      | június 23. |
| Ezüst | Holló Balázs                                                                                         | Úszás            | 400 m vegyes     | június 17. |
| Ezüst | Ábrahám Minna Jakabos Zsuzsanna Ugrai Panna Pádár Nikolett Késely Ajna Molnár Dóra                   | Úszás            | 4 × 200 m gyors  | június 17. |
| Ezüst | Márton Richárd Kós Hubert Kovács Attila Magda Boldizsár Németh Nándor Holló Balázs                   | Úszás            | 4 × 200 m gyors  | június 17. |
| Ezüst | Molnár Dóra                                                                                          | Úszás            | 200 m hát        | június 18. |
| Ezüst | Németh Nándor                                                                                        | Úszás            | 100 m gyors      | június 19. |
| Ezüst | Jackl Vivien                                                                                         | Úszás            | 400 m vegyes     | június 19. |
| Ezüst | Kós Hubert                                                                                           | Úszás            | 100 m pillangó   | június 20. |
| Ezüst | Ábrahám Minna                                                                                        | Úszás            | 200 m gyors      | június 20. |
| Ezüst | Komoróczy Lora Békési Eszter Ugrai Panna Ábrahám Minna Pádár Nikolett                                | Úszás            | 4 × 100 m vegyes | június 23. |
| Bronz | Betlehem Dávid                                                                                       | Nyílt vízi úszás | 10 km            | június 12. |
| Bronz | Fábián Bettina                                                                                       | Nyílt vízi úszás | 5 km             | június 13. |
| Bronz | Zombori Gábor                                                                                        | Úszás            | 400 m vegyes     | június 17. |
| Bronz | Szabó-Feltóthy Eszter                                                                                | Úszás            | 200 m hát        | június 18. |
| Bronz | Pádár Nikolett                                                                                       | Úszás            | 100 m gyors      | június 18. |
| Bronz | Jászó Ádám Békési Eszter Márton Richárd Senánszky Petra                                              | Úszás            | 4 × 100 m vegyes | június 18. |
| Bronz | Jakabos Zsuzsanna                                                                                    | Úszás            | 400 m vegyes     | június 19. |
| Bronz | Sárkány Zalán                                                                                        | Úszás            | 800 m gyors      | június 19. |
| Bronz | Sárkány Zalán                                                                                        | Úszás            | 1500 m gyors     | június 23. |
| Bronz | Telegdy-Kapás Boglárka                                                                               | Úszás            | 200 m pillangó   | június 23. |

## Eredmények

### Úszás
- WR – világrekord
- ER – Európa-rekord
- CR – Európa-bajnoki rekord
- NR – országos rekord
- WJ – junior világrekord
- EJ – junior Európa-rekord
- =  – rekordbeállítás
- A dőlt betűvel jelölt versenyzők a váltók előfutamában szerepeltek.

#### Férfiak
| Versenyszám           | Arany | Arany      | Ezüst | Ezüst        | Bronz | Bronz      |
| --------------------- | --- | ---------- | --- | ------------ | --- | ---------- |
| 50 m gyorsúszás       | Kristian Gkolomeev · Görögország | 21,72      | Stergios Marios Bilas · Görögország | 21,73        | Vladyslav Bukhov · Ukrajna | 21,85      |
| 100 m gyorsúszás      | David Popovici · Románia | 46,88      | Németh Nándor · Magyarország | 47,49        | Andrej Barna · Szerbia | 47,66 NR   |
| 200 m gyorsúszás      | David Popovici · Románia | 1:43,13    | Danas Rapšys · Litvánia | 1:45,65      | Antonio Djakovic · Svájc | 1:46,32    |
| 400 m gyorsúszás      | Felix Auböck · Ausztria | 3:43,24 NR | Dimitrios Markos · Görögország | 3:47,44 NR   | Antonio Djakovic · Svájc | 3:47,62    |
| 800 m gyorsúszás      | Mihajlo Romancsuk · Ukrajna | 7:46,20    | Dimitrios Markos · Görögország | 7:48,59 NR   | Sárkány Zalán · Magyarország | 7:49,29    |
| 1500 m gyorsúszás     | Kuzey Tunçelli · Törökország | 14:55,64   | Mykhailo Romanchuk · Ukrajna | 15:00,99     | Sárkány Zalán · Magyarország | 15:06,67   |
|                       | |            | |              | |            |
| 50 m hátúszás         | Apostolos Christou · Görögország | 24,39      | Ksawery Masiuk · Lengyelország | 24,63        | Evangelos Makrygiannis · Görögország | 24,74      |
| 100 m hátúszás        | Apostolos Christou · Görögország | 52,23      | Evangelos Makrygiannis · Görögország | 52,83        | Ksawery Masiuk · Lengyelország | 53,56      |
| 200 m hátúszás        | Oleksandr Zheltyakov · Ukrajna | 1:55,39 NR | Apostolos Siskos · Görögország | 1:55,42 NR   | Roman Mityukov · Svájc | 1:55,75    |
|                       | |            | |              | |            |
| 50 m mellúszás        | Hüseyin Emre Sakçı · Törökország | 26,92      | Noel de Geus · Németország | 26,93        | Kristian Pitshugin · Izrael | 27,02      |
| 100 m mellúszás       | Melvin Imoudu · Németország | 58,84      | Berkay Öğretir · Törökország | 59,23        | Andrius Šidlauskas · Litvánia | 59,27      |
| 200 m mellúszás       | Lyubomir Epitropov · BulgáriaErik Persson · Svédország                                                                                     | 2:09,45    | nem adták ki | nem adták ki | Jan Kałusowski · Lengyelország | 2:10,20    |
|                       | |            | |              | |            |
| 50 m pillangóúszás    | Stergios Marios Bilas · Görögország | 23,15      | Simon Bucher · Ausztria | 23,19        | Daniel Gracík · Csehország | 23,26      |
| 100 m pillangóúszás   | Milák Kristóf · Magyarország | 50,82      | Kós Hubert · Magyarország | 50,96        | Jakub Majerski · Lengyelország | 50,98      |
| 200 m pillangóúszás   | Milák Kristóf · Magyarország | 1:54,43    | Krzysztof Chmielewski · Lengyelország | 1:54,78      | Michal Chmielewski · Lengyelország | 1:55,51    |
|                       | |            | |              | |            |
| 200 m vegyesúszás     | Kós Hubert · Magyarország | 1:57,21    | Ron Polonsky · Izrael | 1:57,36      | Berke Saka · Törökország | 1:58,62    |
| 400 m vegyesúszás     | Apostolos Papastamos · Görögország | 4:10,83 NR | Holló Balázs · Magyarország | 4:11,51      | Zombori Gábor · Magyarország | 4:11,70    |
|                       | |            | |              | |            |
| 4 × 100 m gyorsúszás  | Szerbia · Velimir Stjepanović (47,99) · Nikola Acin (48,64) · Justin Cvetkov (49,41) · Andrej Barna (46,86)                                | 3:12,90    | Lengyelország · Mateusz Chowaniec (48,45) · Dominik Dudys (48,60) · Ksawery Masiuk (48,04) · Kamil Sieradzki (48,16) · Bartosz Piszczorowicz · Paweł Korzeniowski         | 3:13,25      | Görögország · Apostolos Christou (48,82) · Stergios Marios Bilas (48,50) · Kristian Gkolomeev (48,04) · Andreas Vazaios (48,37) · Odyssefs Meladinis · Eyaggelos Makrygiannis | 3:13,73    |
| 4 × 200 m gyorsúszás  | Litvánia · Tomas Navikonis (1:47,42) · Tomas Lukminas (1:47,66) · Kristupas Trepočka (1:48,06) · Danas Rapšys (1:44,90) · Rokas Jazdauskas | 7:08,04 NR | Magyarország · Németh Nándor (1:46,11) · Holló Balázs (1:48,09) · Márton Richárd (1:47,63) · Kós Hubert (1:47,76) · Kovács Attila · Magda Boldizsár                       | 7:09,59      | Görögország · Dimitrios Markos (1:47,12) · Konstantinos Englezakis (1:46,60) · Konstantinos Emmanouil Stamou (1:48,61) · Andreas Vazaios (1:47,40)                            | 7:09,73    |
|                       | |            | |              | |            |
| 4 × 100 m vegyesúszás | Ausztria · Bernhard Reitshammer (54,54) · Valentin Bayer (59,87) · Simon Bucher (51,42) · Heiko Gigler (47,58)                             | 3:33,41    | Lengyelország · Ksawery Masiuk (54,50) · Jan Kalusowski (59,74) · Jakub Majerski (51,17) · Kamil Sieradzki (48,03) · Kacper Stokowski · Adrian Jaskiewicz · Dominik Dudys | 3:33,44      | Ukrajna · Oleksandr Zheltiakov (53,91) · Volodymyr Lisovets (58,96) · Arsenii Kovalov (51,90) · Illia Linnyk (48,73)                                                          | 3:33,50 NR |

#### Nők
| Versenyszám           | Arany | Arany      | Ezüst | Ezüst      | Bronz | Bronz      |
| --------------------- | --- | ---------- | --- | ---------- | --- | ---------- |
| 50 m gyorsúszás       | Senánszky Petra · Magyarország | 24,56 NR   | Theodora Drakou · Görögország | 24,59      | Julie Kepp Jensen · Dánia | 24,79      |
| 100 m gyorsúszás      | Barbora Seemanová · Csehország | 53,50      | Barbora Janíčková · Csehország | 54,17      | Pádár Nikolett · Magyarország | 54,22      |
| 200 m gyorsúszás      | Barbora Seemanová · Csehország | 1:55,37    | Ábrahám Minna · Magyarország | 1:57,22    | Nicole Maier · Németország | 1:57,36    |
| 400 m gyorsúszás      | Késely Ajna · Magyarország | 4:06,56    | Barbora Seemanová · Csehország | 4:06,72    | Francisca Martins · Portugália | 4:10,94    |
| 800 m gyorsúszás      | Késely Ajna · Magyarország | 8:29,96    | Fleur Lewis · Nagy-Britannia | 8:33,54    | Deniz Ertan · Törökország | 8:34,31    |
| 1500 m gyorsúszás     | Jackl Vivien · Magyarország | 16:06,37   | Celine Rieder · Németország | 16:15,98   | Fleur Lewis · Nagy-Britannia | 16:17,53   |
|                       | |            | |            | |            |
| 50 m hátúszás         | Danielle Hill · Írország | 27,73      | Theodora Drakou · Görögország | 27,87      | Adela Piskorska · Lengyelország | 28,00      |
| 100 m hátúszás        | Adela Piskorska · Lengyelország | 59,79      | Danielle Hill · Írország | 1:00,19    | Roos Vanotterdijk · Belgium | 1:00,58    |
| 200 m hátúszás        | Camila Rebelo · Portugália | 2:08,95    | Molnár Dóra · Magyarország | 2:09,02    | Szabó-Feltóthy Eszter · Magyarország | 2:09,21    |
|                       | |            | |            | |            |
| 50 m mellúszás        | Danielle Hill · Írország | 27,73      | Theodora Drakou · Görögország | 27,87      | Adela Piskorska · Lengyelország | 28,00      |
| 100 m mellúszás       | Eneli Jefimova · Észtország | 1:06,41    | Lisa Mamié · Svájc | 1:07,15    | Olivia Klint Ipsa · Svédország | 1:07,73    |
| 200 m mellúszás       | Kristýna Horská · Csehország | 2:23,60    | Clara Rybak-Andersen · Dánia | 2:25,20    | Lisa Mamié · Svájc | 2:26,10    |
|                       | |            | |            | |            |
| 50 m pillangóúszás    | Sara Junevik · Svédország | 25,68      | Roos Vanotterdijk · Belgium | 26,08      | Anna Ntountounaki · Görögország | 26,18      |
| 100 m pillangóúszás   | Roos Vanotterdijk · Belgium | 57,47      | Georgia Damasioti · Görögország | 57,74      | Sara Junevik · Svédország | 58,06      |
| 200 m pillangóúszás   | Helena Rosendahl Bach · Dánia | 2:07,88    | Lana Pudar · Bosznia-Hercegovina | 2:08,15    | Telegdy-Kapás Boglárka · Magyarország | 2:08,22    |
|                       | |            | |            | |            |
| 200 m vegyesúszás     | Anastasia Gorbenko · Izrael | 2:09,75    | Lea Polonsky · Izrael | 2:11,18    | Barbora Seemanová · Csehország | 2:11,48    |
| 400 m vegyesúszás     | Anastasia Gorbenko · Izrael | 4:36,05    | Jackl Vivien · Magyarország | 4:38,96    | Jakabos Zsuzsanna · Magyarország | 4:40,24    |
|                       | |            | |            | |            |
| 4 × 100 m gyorsúszás  | Magyarország · Senánszky Petra (54,79) · Ábrahám Minna (54,43) · Ugrai Panna (53,88) · Pádár Nikolett (53,67) · Molnár Dóra · Jakabos Zsuzsanna                                       | 3:36,77 NR | Dánia · Elisabeth Sabroe Ebbesen (54,75) · Signe Bro (54,72) · Julie Kepp Jensen (54,12) · Schastine Tabor (54,89) · Karoline Sørensen              | 3:38,48    | Lengyelország · Kornelia Fiedkiewicz (55,06) · Zuzanna Famulok (55,70) · Wiktoria Gusc (55,31) · Aleksandra Polanska (54,94) · Julia Maik          | 3:41,01    |
| 4 × 200 m gyorsúszás  | Izrael · Anastasia Gorbenko (1:56,74) NR · Daria Golovaty (1:57,94) · Ayla Spitz (1:59,07) · Lea Polonsky (1:58,08) · Andrea Murez                                                    | 7:51,83 NR | Magyarország · Ábrahám Lilla (1:58,39) · Késely Ajna (1:59,26) · Molnár Dóra (1:59,40) · Pádár Nikolett (1:55,87) · Jakabos Zsuzsanna · Ugrai Panna | 7:52,92    | Törökország · Gizem Güvenç (1:59,26) · Ela Naz Özdemir (2:00,48) · Ecem Dönmez (2:00,99) · Zehra Durup Bilgin (2:00,85)                            | 8:01,58 NR |
| 4 × 100 m vegyesúszás | Lengyelország · Adela Piskorska (1:00,40) · Dominika Sztandera (1:06,07) · Paulina Peda (58,15) · Kornelia Fiedkiewicz (54,09) · Laura Bernat · Wiktoria Piotrowska · Zuzanna Famulok | 3:58,71 NR | Magyarország · Komoróczy Lora (1:01,08) · Békési Eszter (1:08,49) · Ugrai Panna (57,91) · Pádár Nikolett (54,02) · Ábrahám Minna                    | 4:01,50 NR | Dánia · Schastine Tabor (1:01,97) · Clara Rybak-Andersen (1:08,04) · Helena Rosendahl Bach (57,82) · Julie Kepp Jensen (54,20) · Elisabeth Ebbesen | 4:02,03    |

#### Vegyes
| Versenyszám           | Arany | Arany   | Ezüst | Ezüst   | Bronz | Bronz   |
| --------------------- | --- | ------- | --- | ------- | --- | ------- |
| 4 × 100 m gyorsúszás  | Magyarország · Kós Hubert (49,39) · Szabó Szebasztián (48,21) · Ugrai Panna (54,38) · Pádár Nikolett (53,71) · Szabados Bence · Magda Boldizsár · Ábrahám Minna                | 3:25,69 | Lengyelország · Mateusz Chowaniec (48,67) · Kamil Sieradzki (48,61) · Zuzanna Famulok (55,09) · Kornelia Fiedkiewicz (54,16) · Bartosz Piszczorowicz · Dominik Dudys · Wiktoria Gusc · Aleksandra Polańska | 3:26,53 | Németország · Martin Wrede (49,29) · Peter Varjasi (48,26) · Nicole Maier (54,68) · Nina Jazy (54,78) · Ole Mats Eidam · Maya Werner · Leonie Kullmann | 3:27,01 |
| 4 × 200 m gyorsúszás  | Magyarország · Márton Richárd (1:49,43) · Holló Balázs (1:46,70) · Ábrahám Minna (1:58,61) · Pádár Nikolett (1:55,37) · Kovács Attila · Magda Boldizsár · Molnár Dóra          | 7:30,11 | Lengyelország · Bartosz Piszczorowicz (1:48,93) · Kamil Sieradzki (1:46,97) · Wiktoria Gusc (1:59,05) · Zuzanna Famulok (2:00,13) · Dominik Dudys · Aleksandra Knop                                        | 7:35,08 | Németország · Danny Schmidt (1:49,45) · Philipp Peschke (1:48,08) · Nicole Maier (1:58,28) · Leonie Kullmann (1:59,75) · Jarno Bäschnitt               | 7:35,56 |
| 4 × 100 m vegyesúszás | Izrael · Anastasia Gorbenko (59,44) · Ron Polonsky (59,80) · Gal Cohen Groumi (51,90) · Andrea Murez (54,60) · Ayla Spitz · Jonathan Itzhaki · Ariel Hayon · Alexey Glivinskiy | 3:45,74 | Németország · Maya Werner (1:02,77) · Melvin Imoudu (59,09) · Luca Armbruster (51,51) · Nina Jazy (54,75) · Noel de Geus · Bjorn Kammann                                                                   | 3:48,12 | Magyarország · Kós Hubert (53,71) · Békési Eszter (1:09,05) · Márton Richárd (51,75) · Senánszky Petra (54,28) · Jászó Ádám                            | 3:48,79 |

### Nyílt vízi úszás

#### Férfi
| Versenyszám | Arany                              | Arany     | Ezüst                                | Ezüst     | Bronz                         | Bronz     |
| ----------- | ---------------------------------- | --------- | ------------------------------------ | --------- | ----------------------------- | --------- |
| 5 km        | Betlehem Dávid · Magyarország      | 53:28,3   | Marc-Antoine Olivier · Franciaország | 53:28,7   | Marcello Guidi · Olaszország  | 53:30,8   |
| 10 km       | Gregorio Paltrinieri · Olaszország | 1:49:19,6 | Marc-Antoine Olivier · Franciaország | 1:49:41,0 | Betlehem Dávid · Magyarország | 1:49:41,2 |
| 25 km       | Dario Verani · Olaszország         | 5:08:50,9 | Matteo Furlan · Olaszország          | 5:08:56,6 | Axel Reymond · Franciaország  | 5:09:00,5 |

#### Női
| Versenyszám | Arany                          | Arany     | Ezüst                           | Ezüst     | Bronz                               | Bronz     |
| ----------- | ------------------------------ | --------- | ------------------------------- | --------- | ----------------------------------- | --------- |
| 5 km        | Leonie Beck · Németország      | 58:25,3   | Ginevra Taddeucci · Olaszország | 58:26,5   | Fábián Bettina · Magyarország       | 58:28,7   |
| 10 km       | Leonie Beck · Németország      | 2:00:54,8 | Barbara Pozzobon · Olaszország  | 2:00:54,9 | Giulia Gabbrielleschi · Olaszország | 2:00:58,5 |
| 25 km       | Barbara Pozzobon · Olaszország | 5:25:37,7 | Lea Boy · Németország           | 5:28:39,6 | Candela Sánchez · Spanyolország     | 5:29:15,2 |

#### Csapat
| Versenyszám  | Arany                                                                              | Arany     | Ezüst                                                                                       | Ezüst     | Bronz                                                                                    | Bronz     |
| ------------ | ---------------------------------------------------------------------------------- | --------- | ------------------------------------------------------------------------------------------- | --------- | ---------------------------------------------------------------------------------------- | --------- |
| Csapat, 5 km | Magyarország · Szimcsák Mira · Fábián Bettina · Betlehem Dávid · Rasovszky Kristóf | 1:06:07,7 | Olaszország · Giulia Gabbrielleschi · Ginevra Taddeucci · Andrea Filadelli · Marcello Guidi | 1:06:28,6 | Franciaország · Caroline Jouisse · Océane Cassignol · Sacha Velly · Marc-Antoine Olivier | 1:06:51,7 |

### Műugrás

#### Férfiak
| Versenyszám           | Arany                                         | Arany  | Ezüst                                              | Ezüst  | Bronz                                             | Bronz  |
| --------------------- | --------------------------------------------- | ------ | -------------------------------------------------- | ------ | ------------------------------------------------- | ------ |
| 1 m-es műugrás        | Andrzej Rzeszutek · Lengyelország             | 394,40 | Matteo Santoro · Olaszország                       | 391,70 | Stefano Belotti · Olaszország                     | 370,50 |
| 3 m-es műugrás        | Gwendal Bisch · Franciaország                 | 440,75 | Matteo Santoro · Olaszország                       | 431,55 | Matthew Dixon · Nagy-Britannia                    | 431,15 |
| 3 m-es szinkronugrás  | Franciaország · Jules Bouyer · Alexis Jandard | 404,52 | Spanyolország · Juan Pablo Cortes · Nicolás García | 379,08 | Lengyelország · Kacper Lesiak · Andrzej Rzeszutek | 375,24 |
| 10 m-es toronyugrás   | Robbie Lee · Nagy-Britannia                   | 489,45 | Carlos Camacho del Hoyo · Spanyolország            | 432,70 | Ben Cutmore · Nagy-Britannia                      | 429,90 |
| 10 m-es szinkronugrás | Ausztria · Anton Knoll · Dariush Lotfi        | 367,05 | Olaszország · Francesco Casalini · Julian Verzotto | 356,88 | Nagy-Britannia · Ben Cutmore · Euan McCabe        | 350,70 |

#### Nők
| Versenyszám           | Arany                                                  | Arany  | Ezüst                                                 | Ezüst  | Bronz                                        | Bronz        |
| --------------------- | ------------------------------------------------------ | ------ | ----------------------------------------------------- | ------ | -------------------------------------------- | ------------ |
| 1 m-es műugrás        | Elna Widerström · Svédország                           | 250,25 | Aleksandra Blazowska · Lengyelország                  | 231,35 | Emilia Nilsson Garip · Svédország            | 230,15       |
| 3 m-es műugrás        | Desharne Bent-Ashmeil · Nagy-Britannia                 | 305,15 | Helle Tuxen · Norvégia                                | 243,20 | Clare Cryan · Írország                       | 240,55       |
| 3 m-es szinkronugrás  | Nagy-Britannia · Desharne Bent-Ashmeil · Amy Rollinson | 269,10 | Svédország · Nina Janmyr · Elna Widerström            | 258,75 | Franciaország · Naïs Gillet · Juliette Landi | 243,33       |
| 10 m-es toronyugrás   | Ana Carvajal · Spanyolország                           | 287,90 | Emily Hallifax · FranciaországSofiia Lyskun · Ukrajna | 278,10 | nem adták ki                                 | nem adták ki |
| 10 m-es szinkronugrás | Ukrajna · Kseniia Bailo · Sofiia Lyskun                | 288,78 | Spanyolország · Valeria Antolino · Ana Carvajal       | 260,67 | Franciaország · Jade Gillet · Naïs Gillet    | 240,60       |

#### Vegyes
| Versenyszám        | Arany                                                                 | Arany  | Ezüst                                                                               | Ezüst  | Bronz                                                                                   | Bronz  |
| ------------------ | --------------------------------------------------------------------- | ------ | ----------------------------------------------------------------------------------- | ------ | --------------------------------------------------------------------------------------- | ------ |
| 3 m szinkronugrás  | Nagy-Britannia · Ben Cutmore · Desharne Bent-Ashmeil                  | 268,50 | Svédország · Elias Petersen · Emilia Nilsson Garip                                  | 261,42 | Németország · Lou Massenberg · Jana Lisa Rother                                         | 260,85 |
| 10 m szinkronugrás | Spanyolország · Carlos Camacho · Valeria Antolino                     | 274,50 | Németország · Tom Waldsteiner · Carolina Coordes                                    | 266,34 | Ukrajna · Marko Barsukov · Kseniia Bailo                                                | 256,02 |
| Csapatverseny      | Spanyolország · Valeria Antolino · Carlos Camacho · Juan Pablo Cortés | 367,65 | Ukrajna · Danylo Avanesov · Stanislav Oliferchyk · Karina Hlyzhina · Anna Pysmenska | 357,00 | Németország · Carolina Coordes · Jana Lisa Rother · Lou Massenberg · Luis Avila Sanchez | 352,30 |

### Szinkronúszás

#### Férfiak
| Versenyszám                 | Arany                           | Arany    | Ezüst                           | Ezüst    | Bronz                                | Bronz    |
| --------------------------- | ------------------------------- | -------- | ------------------------------- | -------- | ------------------------------------ | -------- |
| Férfi egyéni szabad program | Ranjuo Tomblin · Nagy-Britannia | 191,0293 | Giorgio Minisini · Olaszország  | 183,5313 | Quentin Rakotomalala · Franciaország | 174,4708 |
| Férfi egyéni rövid program  | Dennis González · Spanyolország | 225,8466 | Ranjuo Tomblin · Nagy-Britannia | 204,4466 | Giorgio Minisini · Olaszország       | 185,9800 |

#### Nők
| Versenyszám           | Arany                                              | Arany    | Ezüst                                            | Ezüst    | Bronz                                    | Bronz    |
| --------------------- | -------------------------------------------------- | -------- | ------------------------------------------------ | -------- | ---------------------------------------- | -------- |
| Egyéni szabad program | Vasiliki Alexandri · Ausztria                      | 257,4959 | Klara Bleyer · Németország                       | 253,4772 | Marloes Steenbeek · Hollandia            | 238,1667 |
| Egyéni rövid program  | Vasiliki Alexandri · Ausztria                      | 260,5967 | Klara Bleyer · Németország                       | 242,9617 | Marloes Steenbeek · Hollandia            | 240,4816 |
| Páros szabad program  | Hollandia · Bregje de Brouwer · Noortje de Brouwer | 264,6584 | Nagy-Britannia · Kate Shortman · Isabelle Thorpe | 261,0313 | Izrael · Shelly Bobritsky · Ariel Nassee | 245,6105 |
| Páros rövid program   | Hollandia · Bregje de Brouwer · Noortje de Brouwer | 260,6567 | Nagy-Britannia · Kate Shortman · Isabelle Thorpe | 256,7184 | Izrael · Shelly Bobritsky · Ariel Nassee | 243,6250 |

#### Vegyes
| Versenyszám           | Arany                                         | Arany    | Ezüst                                            | Ezüst    | Bronz                                            | Bronz    |
| --------------------- | --------------------------------------------- | -------- | ------------------------------------------------ | -------- | ------------------------------------------------ | -------- |
| Vegyes szabad program | Spanyolország · Emma García · Dennis González | 189,7938 | Olaszország · Flaminia Vernice · Filippo Pelati  | 188,6250 | Nagy-Britannia · Beatrice Crass · Ranjuo Tomblin | 175,1563 |
| Vegyes rövid program  | Spanyolország · Emma García · Dennis González | 218,7658 | Olaszország · Sarah Maria Rizea · Filippo Pelati | 217,1633 | Nagy-Britannia · Beatrice Crass · Ranjuo Tomblin | 202,9817 |

#### Csapat
| Versenyszám           | Arany | Arany    | Ezüst | Ezüst    | Bronz | Bronz    |
| --------------------- | --- | -------- | --- | -------- | --- | -------- |
| Akrobatikus kűr       | Németország · Klara Bleyer · Amelie Blumenthal Haz · Maria Denisov · Solène Guisard · Daria Martens · Susana Rovner · Frithjof Seidel · Daria Tonn                                  | 192,7166 | Görögország · Maria Alzigkouzi Kominea · Thaleia Dampali · Athina Kamarinopoulou · Zoi Karangelou · Maria Karapanagiotou · Artemi Koutraki · Ifigeneia Krommydaki · Vasiliki Thanou | 191,8100 | Olaszország · Beatrice Andina · Valentina Bisi · Beatrice Esegio · Alessia Macchi · Giorgia Lucia Macino · Marta Murru · Carmen Rocchino · Sophie Tabbiani | 159,2966 |
| Csapat szabad program | Görögország · Maria Alzigkouzi Kominea · Thaleia Dampali · Athina Kamarinopoulou · Zoi Karangelou · Maria Karapanagiotou · Artemi Koutraki · Ifigeneia Krommydaki · Vasiliki Thanou | 270,1980 | Olaszország · Beatrice Andina · Valentina Bisi · Beatrice Esegio · Alessia Macchi · Giorgia Lucia Macino · Marta Murru · Carmen Rocchino · Sophie Tabbiani                          | 254,7354 | Nagy-Britannia · Eleanor Blinkhorn · Florence Blinkhorn · Lily Halasi · Holly Hughes · Sophie Rowney · Robyn Swatman · Amelie Williams · Eve Young         | 219,0228 |
| Csapat rövid program  | Spanyolország · Cristina Arámbula · Meritxell Ferré · Marina García · Lilou Lluís · Meritxell Mas · Alisa Ozhogina · Iris Tió · Blanca Toledano                                     | 278,4684 | Görögország · Maria Alzigkouzi Kominea · Thaleia Dampali · Athina Kamarinopoulou · Zoi Karangelou · Maria Karapanagiotou · Ifigeneia Krommydaki · Sofia Rigakou · Vasiliki Thanou   | 257,8918 | Olaszország · Beatrice Andina · Valentina Bisi · Beatrice Esegio · Alessia Macchi · Giorgia Lucia Macino · Marta Murru · Carmen Rocchino · Sophie Tabbiani | 256,8584 |